# Раса Іманалієва
Раса Іманалієва (лит. Rasa Imanalijeva; нар. 29 січня 1991, Пакруоїс, Литва) — литовська футболістка, нападниця. По завершенні кар'єри гравчині — футбольний арбітр. З 2017 року обслуговує матчі жіночої А-Ліги.

## Клубна кар'єра
З 2007 по 2018 рік виступала за «Гінтра Уніерсітетас» в А-Лізі. Найкращий бомбардир чемпіонату Литви 2008, 2009, 2010 та 2011 року.

## Кар'єра в збірній
У футболці національної збірної Литви дебютувала 3 березня 2011 року у матчі кваліфікації чемпіонату Європи проти Македонії.

### Забиті м'ячі
| #  | Дата           | Місце          | Суперник   | Рахунок | Результат | Турніри                        |
| -- | -------------- | -------------- | ---------- | ------- | --------- | ------------------------------ |
| 1. | 8 березня 2011 | Струмиця       | Люксембург | 1–0     | 4–1       | кваліфікація чемпіонату Європи |
| 2. | 8 березня 2011 | Струмиця       | Люксембург | 4–1     | 4–1       | кваліфікація чемпіонату Європи |
| 3. | 6 квітня 2015  | Вадул-луй-Воде | Люксембург | 2–0     | 2–0       | кваліфікація чемпіонату Європи |
| 4. | 6 квітня 2015  | Вадул-луй-Воде | Латвія     | 1–0     | 1–1       | кваліфікація чемпіонату Європи |